# 강재형 (아나운서)
강재형(姜載馨, 1962년 10월 27일 ~ )은 대한민국의 前 MBC 아나운서이다.

## 경력
| 연도              | 사항                                               |
| ----------------- | -------------------------------------------------- |
| 2023 ~            | MBC 플레이비 대표이사                              |
|                   | MBC 아나운서국 국장급 아나운서                     |
|                   | MBC 아나운서국 선임아나운서                        |
| 2017.12 ~ 2018.11 | MBC 아나운서국 국장                                |
| 2016              | 서울특별시 국어바르게쓰기위원회 위원               |
| 2016              | 전문용어표준화협의회 위원                          |
| 2013.10 ~ 2015.10 | 국어심의회 위원                                    |
| 2011.11 ~         | 국립국어원 말다듬기위원회 위원                     |
| 2011.2            | 블루터치 홍보대사                                  |
| 2010              | 미디어언어연구소 소장                              |
| 2007.2 ~ 2009.2   | 한국아나운서연합회 회장                            |
| 2007              | MBC 아나운서국 아나운서2부 부장                    |
| 2007              | MBC 아나운서국 우리말담당 부장, 아나운서2부 부장   |
| 2004              | 한국어문교열기자협회 간사                          |
| 2004              | 한국신문방송편집인협회 보도용어통일심의위원회 위원 |
| 2003~2006         | 국어심의회 위원                                    |
|                   | 서일대학교, 한림대학교, 중앙대학교 겸임교수        |
|                   | MBC 아카데미, 이화방송 아카데미 출강               |
| 2003              | MBC 아나운서국 아나운서2부 차장                    |
| 2001 ~ 2003       | 정부언론외래어 심의공동위원회 위원                 |
| 1987 ~ 2023       | MBC 아나운서실 아나운서                            |

## 학력
- 1978년 ~ 1981년 : 영동고등학교 졸업
- 1982년 ~ 1986년 : 고려대학교 영어영문학과 학사
- 2001년 ~ 2009년 : 고려대학교 언론대학원 방송언론학과 언론학 석사

## 수상
- 2020년 10월 문화포장('한글발전유공')
- 2014년 12월 제26회 한국어문상 대상
- 2013년 12월 아나운서연합회 아나운서대상시상식 대상
- 2000년 한국어문대상 특별상
- 1996년 아나운서클럽 회장상

## 진행

### TV 방송
- MBC TV : 《아침을 달린다》
- MBC TV : 《여론광장》
- MBC TV : 《퀴즈아카데미》
- MBC TV : 《테마기획 정보뱅크》
- MBC TV : 《MBC 오후 5시 뉴스》
- MBC TV : 《MBC 1분뉴스》
- MBC TV : 《MBC 정오뉴스》
- MBC TV : 《MBC 저녁뉴스》
- MBC TV : 《MBC 뉴스 24》
- MBC TV : 《MBC 주말뉴스》
- MBC TV : 《늘 푸른 인생》
- MBC TV : 《장학퀴즈》 (1992년 4월 12일 ~ 1993년 10월 17일)
- MBC TV : 《우리말 나들이》 (기획-연출)
- MBC TV : 《생방송 화제집중》 (2008년)
- MBC TV : 《TV 속의 TV》
- MBC TV : 토요일《MBC 뉴스투데이》(2020년 5월 30일 ~ 2021년 12월 25일)

### 라디오 프로그램
- MBC 표준FM : 《오늘의 스포츠》
- MBC 표준FM : 《샘 깊은 물》
- MBC 표준FM : 《MBC 아침종합뉴스》
- MBC 표준FM : 《MBC 정오종합뉴스》

## 영화
- 2008년 《울학교 이티》 - 화제집중 남자 아나운서 출연

## 저서
- 1996년 10월 9일 : 《애무하는 아나운서》
- 2005년 10월 22일 : 《카레이싱 이야기》, 《세상에서 가장 재미있는 스포츠》
- 2007년 9월 7일 : 《방송화법》
- 2011년 9월 30일 : 《F1의 모든 것》, 《최고 속도에 도전하는 인간과 머신의 만남》
- 2016년 12월 9일 : 《아나운서 말하기 특강》
- 2018년 5월 17일 : 《강재형의 말글살이》